# Bucșani (okręg Giurgiu)
Bucșani – wieś w Rumunii, w okręgu Giurgiu, w gminie Bucșani. W 2011 roku liczyła 1090 mieszkańców.